# アストロサット
アストロサット (英: Astrosat) は、インド初の多波長観測に特化した宇宙望遠鏡である。2015年9月28日に、インドのPSLVロケットを用いて地球周回軌道に打ち上げられた。アストロサットの成功を受け、インド宇宙研究機関 (ISRO) はこの衛星の5年の運用期間の後に、後継機にあたるアストロサット2を打ち上げることを提案している。
衛星名の表記については、Astrosat のほか、ASTROSAT や AstroSat など複数が用いられている。

## 概要
インド宇宙研究機関 (ISRO) は、1996年に打ち上げられたX線観測衛星インドX線天文学実験 (Indian X-ray Astronomy Experiment, IXAE) の成功後、2004年に本格的な天文衛星 Astrosat のさらなる開発を承認した。
インド国内外の数々の天文学の研究所が合同で衛星の機器開発を行った。観測を行う必要がある重要分野とされたのは、近傍の太陽系天体から宇宙論的距離にあるものまでを含む多くの天体であった。高温な白色矮星の脈動から活動銀河核での脈動に至るまでの変動のタイミングの研究は、ミリ秒から数日の時間スケールでアストロサットでも行うことが可能である。
アストロサットは、インドリモートセンシング衛星 クラスの規模の、低軌道の赤道軌道へ投入する多波長観測のミッションである。衛星に搭載された5つの観測機器により、可視光線 (320-530 nm)、近紫外線 (180-300 nm)、遠紫外線 (130-180 nm)、軟X線 (0.3-8 keV および 2-10 keV)、硬X線 (3-80 keV および 10-150 keV) の電磁スペクトルの波長域をカバーしている。
アストロサットは、打ち上げロケットPSLVによって、2015年9月28日午前10時ちょうどにサティシュ・ダワン宇宙センターから打ち上げられた。

## 目的

ブラックホールの主星と主系列星の伴星からなる連星系の想像図。

アストロサットは観測提案を元に運用される多目的の宇宙望遠鏡である。主要な科学的な目的は以下の通りである。
- 様々な種類の宇宙線源での強度の変動を同時に多波長でモニターすること
- 新しい突発天体[9] のX線モニタリング
- 硬X線と紫外線の波長帯でのサーベイ観測
- X線連星、活動銀河核、超新星残骸、銀河団、恒星コロナの広帯域分光観測
- X線源の周期的および非周期的変動の研究

アストロサットは、電波、可視光線、赤外線、紫外線とX線までのスペクトル帯をカバーする多波長観測の一部分を担う。興味のある特定の天体を対象とした個別の研究と、掃天観測の両方を行う。電波か可視光線、赤外線の観測は地上望遠鏡を用いて行われる一方、紫外線やX線などの高エネルギー領域の観測はアストロサットを用いて宇宙空間から行われる。
このミッションでは、異なる変動源からのほぼ同時の多波長での観測データの研究も行う。例えば連星系の場合、コンパクト星付近の領域からの放射は主にX線が占め、降着円盤は主に紫外線や可視光線の波長での放射を行うが、質量をコンパクト星側に与えている天体の方は可視光線で最も明るく光っている。
アストロサットでは、さらに以下の観測も行う。
- X線を放射する天体に重点を置いた、広いエネルギー帯にわたる低分散から中分散分光観測
- X線連星での周期的および非周期的な現象のタイミングの研究
- X線パルサーにおける脈動の研究
- X線連星における準周期的振動[11]、ちらつき、フレアやその他の変動
- 活動銀河核における短周期から長周期の強度の変動
- 軟/硬X線と紫外線/可視光線の時間差の研究
- X線突発天体の検出と研究[12]

## ペイロード
アストロサットには、科学観測を行うための6つの装置がペイロードとして搭載されている。
- Ultra Violet Imaging Telescope (UVIT) は、130-180 nm、180-300 nm、320-530 nm の3つのチャンネルで同時に撮像を行う装置である。3つの検出器は、イギリスの Photek Ltd が製造した真空画像増強器である[13]。遠紫外線検出器は MgF2 の入力光学系を備えた CsI フォトカソードから構成されている。近紫外線検出器は石英ガラスの入力光学系を備えたセシウムテルライド (CsTe) フォトカソードから成る。また、可視光線の検出器は石英ガラスの入力光学系でアルカリアンチモナイドのフォトカソードを使用している。視野は直径およそ 28' の円であり、角分解能は紫外線波長では 1.8"、可視光では 2.5" である。3つの観測チャンネルのいずれも、搭載されたホイールに設置されているフィルターを用いてスペクトル帯を選択することが可能である。さらに、2つの紫外線の観測チャンネルではホイールに搭載した回折格子を選択して、分解能が100程度のスリットレス分光を行うことが出来る。望遠鏡の主鏡の直径は 40 cm である[14]。
- Soft X-ray imaging Telescope (SXT) は、0.3-8.0 keV 帯のX線で撮像を行うために焦点面に集束光学系とディープデプレッション CCD を使用している。光学系は、I型のヴォルター式望遠鏡に似た配置の、金でコーティングされた円錐状の金属箔ミラーからなる円錐状のシェル41個で構成されている (有効面積は 120 cm2)。焦点面 CCD カメラは、ニール・ゲーレルス・スウィフトに搭載されている XRT に非常に似ている。CCD は熱電冷却によっておよそ 80℃ で運用される[14]。
- Large Area X-ray Proportional Counter (LAXPC) は 3-80 keV の広いエネルギー帯にわたるX線の計時および低分散スペクトルを取得する装置である。3つの同一の装置が並んだ状態で設置されており、それぞれが多ワイヤ多層の配置、視野は 1°×1° である。これらの検出器は、(1) 3-80 keV の広いエネルギー帯、(2) エネルギー帯全体での高い検出効率、(3) 放射源の混同を最小化するための狭い視野、(4) 中間的なエネルギー分解能、(5) 小さい機器内部のバックグラウンド、(6) 宇宙空間での長い寿命 を達成できるように設計されている。有効面積は 6,000 cm2 である[14]。
- Cadmium Zinc Telluride Imager (CZTI) は硬X線撮像器である。CZTI はピクセルで構成されたテルル化カドミウム亜鉛検出器の配列からなり、有効面積は 500 cm2、エネルギー範囲は 10-150 keV である[14]。検出器は 100 keV までは 100% に近い検出効率を持ち、シンチレーション検出器や比例計数管に比べて優れたエネルギー分解能を持つ (60 keV でおよそ 2%)。また小さいピクセルサイズにより硬X線における中間程度の分解能での撮像が可能となる。撮像のために CZTI は2次元の符号化開口で適合される。空の輝度分布は、検出器によって測定された符号化開口の影パターンにデコンボリューションを適用することで得られる。分光学的な研究とは別に、CZTI では 100-300 keV での明るい銀河X線の高感度の偏光測定を行うことも可能である[15]。
- Scanning Sky Monitor (SSM) は、それぞれが1次元の符号化開口からなる3つの位置に敏感な比例計数管から構成されている。これは NASA の RXTE に搭載されている All Sky Monitor と非常に似た設計である。ガスが充填された比例計数管は陽極として抵抗線を持つ。抵抗線の両端の出力電荷の比率からX線相互作用の位置を知ることができ、検出器における結像面が分かる。一連のスリットからなる符号化開口は検出器上に影を落とし、それによって空の輝度分布が導出される。
- Charged Particle Monitor (CPM) は、LAXPC、SXT と SSM の運用を制御するためにアストロサットのペイロードの一部として搭載される。アストロサットの軌道傾斜角は 8° かそれ未満であるが、軌道のおよそ 2/3 の間、衛星は低エネルギーの陽子と電子の流束が大きい領域である南大西洋異常帯 (SAA) を一定の時間 (15-20分) 通過することになる。検出器への損傷を防ぐため、また比例計数管の経年変化を最小限にするため、衛星が SAA に入った時には CPM からのデータを用いて電圧を下げたり切ったりする。

## 地上支援
アストロサットの地上通信指令室は、インド・バンガロールの ISRO の衛星追跡管制局 (ISRO Telemetry Tracking & Command Network, ISTRAC) にある。衛星の司令と制御、および科学データのダウンロードは衛星がバンガロール上空を通過している時に可能となる。地上の基地局から衛星との通信を行えるのは、衛星が地球を14周するうちの10周の間である。アストロサットは毎日 420 ギガビットのデータを収集することができ、バンガロールにある ISRO の衛星追跡およびデータ受信センターと通信可能な10軌道の間にデータがダウンロード可能となる。アストロサットを追跡するため、2009年7月に3番目の11メートルアンテナがインド深宇宙ネットワークで運用開始される。

## アストロサットサポートセル
ISRO はアストロサットのサポートセルを、プネーの天文学天体物理学大学連携センター に設置した。ISRO と IUCAA は2016年5月に了解覚書に署名を行った。このサポートセルは、科学コミュニティに対してアストロサットのデータの処理と使用のプロポーザルを行う機会を与えることを目的として設立されるものである。サポートセルは、ゲストの観測者に対して必要な資料やツール、訓練、援助を提供する。

## 参加機関
アストロサットのプロジェクトは、多くの異なる研究機関が共同して実施されている。参加している機関は以下の通り。
- インド宇宙研究機関
- タタ基礎研究所（英語版） (ムンバイ)
- インド宇宙物理学研究所（英語版） (バンガロール)
- ラマン研究所（英語版） (バンガロール)
- 天文学天体物理学大学連携センター（英語版） (プネー)
- バーバー原子力研究センター（英語版） (ムンバイ)
- ボーズ基礎科学研究センター（英語版） (コルカタ)
- Presidency University (コルカタ)
- カナダ宇宙庁
- レスター大学[19]

## 時系列
- 2009年4月：タタ基礎研究所の科学者らが複雑な科学ペイロードの開発段階を完了し、1,650 kg の衛星アストロサットへ搭載する前の統合作業を開始した。ペイロードのデザインと姿勢制御における困難点は解消され、アストロサットを2010年に ISRO の主力ロケットである PSLV-C30 で打ち上げるため、ペイロードの ISRO 衛星センターへの受け渡しを2009年半ばに開始し、2010年前半までに終了させることが審査委員会で決定された[20]。
- 2015年5月：アストロサットのインテグレーションが完了し、最終テストが行われた。ISRO はプレスリリースで、「衛星は 650 km のほぼ地球の赤道軌道で2015年の後半に PSLV C-34 によって打ち上げられる予定である」と発表した[21]。
- 2015年7月24日：熱真空試験が完了し、太陽電池パネルが取り付けられた。最終の振動試験が開始された[14]。
- 2015年8月10日：全ての試験が終了し、出荷前試験も完了した[14]。
- 2015年9月28日：アストロサットの打ち上げと軌道への投入が成功[22]。
- 2016年4月15日：衛星の性能検証が完了し、運用を開始[23]。
- 2018年9月28日：打ち上げから3年が経過。この間に750を超える天体を観測し、査読付き学術雑誌での出版論文数は100報近くとなった.[5]。

アストロサットに搭載される装置のうち2つは、完成させるのが想定よりも困難なものであった。開発の責任者であったタタ基礎研究所の K.P. Singh は、「衛星の軟X戦望遠鏡は11年もかかった大きな挑戦だった」と語っている。

## 成果
2017年1月5日に、アストロサットによってガンマ線バーストが検出された。このイベントは、LIGO によって2017年1月4日に検出されたブラックホール合体による重力波イベント GW170104 と関係しているかどうか混乱があった。アストロサットによる観測は、これら2つのイベントが別のものであるのを識別する一助となった。2017年1月4日からのガンマ線バーストは、ブラックホールを形成したであろう別の超新星によるものであることが同定された。
またアストロサットは、60億歳の年老いた小さい恒星もしくは青色はぐれ星が、より大きい伴星の質量とエネルギーを吸い取るという希少な現象を捉えた。
2017年5月31日、アストロサットとチャンドラおよびハッブル宇宙望遠鏡は、太陽系に最も近い太陽系外惑星を持つ恒星であるプロキシマ・ケンタウリにおけるコロナの爆発現象を同時に検出した。
2017年11月6日、ネイチャーの姉妹誌であるネイチャー アストロノミーで、おうし座のかにパルサーのX線偏光の変動を測定したインド人天文学者の論文が出版された。この研究は、ムンバイのタタ基礎研究所、ティルヴァナンタプラムの Vikram Sarabhai Space Centre、バンガロールの ISRO 衛星センター、プネーの天文学天体物理学大学連携センター、アフマダーバードのインド物理学研究所の科学者らによるプロジェクトである。
2018年7月、アストロサットは地球から8億光年以上の距離にある銀河団の画像を捉えた。Abell 2256 と名付けられたその銀河団は3つの別々の銀河団から成っており、お互いに合体しようとしている最中で、将来的には一つの重い銀河団を形成する。3つの重い銀河団は500を超える銀河を含んでおり、銀河団は我々の銀河系よりもほぼ100倍大きく、1500倍以上重い。